# Santíssima Trindade (Iúna)
Santíssima Trindade é um distrito do município brasileiro de Iúna, no interior do estado do Espírito Santo. Segundo o censo demográfico de 2022, realizado pelo Instituto Brasileiro de Geografia e Estatística (IBGE), sua população era de 2 424 habitantes e havia 811 domicílios particulares permanentes ocupados.
Foi criado pela lei estadual nº 1.954 de 13 de janeiro de 1964. Está situado na região sul do município.